# Argonne National Laboratory

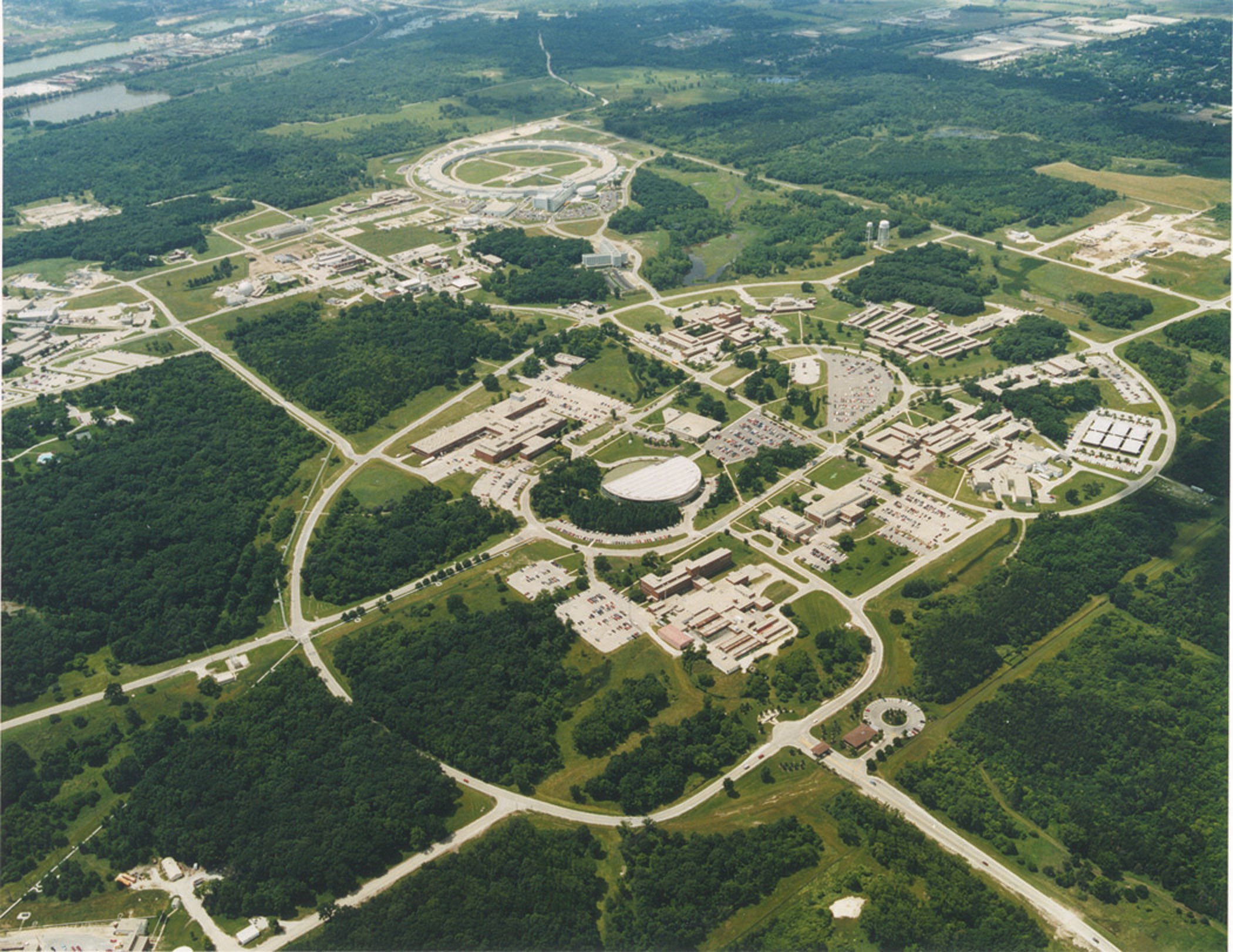
Argonne National Laboratory, fotografia z lotu ptaka.

Argonne National Laboratory (ANL) – jedna z najstarszych, bo założona w 1943 roku, i największych amerykańskich placówek badawczo-rozwojowych prowadzonych przez Departament Energii Stanów Zjednoczonych. Zajmuje około 6,9 km² w DuPage County, Illinois, 40 km na południowy zachód od Chicago, na autostradzie Interstate 55. Jest położone niedaleko Fermilab, które jest osobnym instytutem. Znajduje się tam między innymi Advanced Photon Source – źródło promieniowania synchrotronowego, oraz superkomputer IBM Mira o mocy obliczeniowej 8 PFLOPS.
Powstał w związku z projektem Manhattan. Jego pierwszym dyrektorem był Enrico Fermi.
Enrico Fermi, Maria Göppert-Mayer oraz Aleksiej Abrikosow byli pracownikami ANL i otrzymali Nagrodę Nobla.